# Gaio Norbano Flacco
Gaio Norbano Flacco (in latino Gaius Norbanus Flaccus; fl. I secolo a.C.) è stato un generale e politico romano durante l'ultima fase della Repubblica.

## Biografia
Nel 42 a.C. Norbano e Lucio Decidio Saxa furono inviati dai triumviri con otto legioni in Macedonia per affrontare gli assassini di Giulio Cesare. Nei pressi di Filippi, Norbano e Saxa incontrarono le avanguardie combinate di Gaio Cassio Longino e di Marco Giunio Bruto.
Siccome erano in inferiorità numerica, Norbano e Saxa si asserragliarono in una posizione fortificata vicino a Filippi, in modo da impedire ai nemici di avanzare ulteriormente. Con uno stratagemma Bruto e Cassio riuscirono a fare in modo che Norbano lasciasse la posizione, ma Norbano riuscì a scoprire in tempo l'inganno per recuperare la posizione dominante. Quando Bruto e Cassio furono in grado di aggirare la posizione, Norbano e Saxa si ritirarono verso Anfipoli. Quando Marco Antonio e il grosso delle truppe dei triumviri arrivarono, trovarono Anfipoli ben protetta; Norbano fu lasciato al comando della città.
Nel 38 a.C. fu eletto console con Appio Claudio Pulcro.
Gaio Norbano Flacco è citato anche come console per l'anno 24 a.C. con l'imperatore Ottaviano Augusto, ma probabilmente si tratta del figlio.